# Lomas del Sur
Lomas del Sur är en ort i Mexiko.   Den ligger i kommunen Tlajomulco de Zúñiga och delstaten Jalisco, i den centrala delen av landet, 500 km väster om huvudstaden Mexico City. Lomas del Sur ligger 1 636 meter över havet och antalet invånare är 19 413.
Terrängen runt Lomas del Sur är kuperad åt sydväst, men åt nordost är den platt. Runt Lomas del Sur är det tätbefolkat, med 266 invånare per kvadratkilometer. Närmaste större samhälle är Guadalajara, 19,5 km norr om Lomas del Sur. Omgivningarna runt Lomas del Sur är en mosaik av jordbruksmark och naturlig växtlighet.